# Marlierea schomburgkiana
Marlierea schomburgkiana är en myrtenväxtart som beskrevs av Otto Karl Berg. Marlierea schomburgkiana ingår i släktet Marlierea och familjen myrtenväxter. Inga underarter finns listade i Catalogue of Life.